# Türkiyemspor Berlin
El Türkiyemspor Berlin (Club de Deportes Turco de Berlín) es un club de fútbol de la ciudad alemana de Berlín.

## Historia
El club comenzó su andadura registrándose en 1978 después de que asociaciones de jóvenes futbolistas formaran de manera no federada Kreuzberg Gençler Birliği (Unión de jóvenes de Kreuzberg), llamado así por el barrio de Berlín conocido como Kreuzberg. El club fue oficialmente registrado en 1983 como BFC Izmirspor, tomando el nombre de la ciudad turca de Izmir, donde muchos de sus miembros tienen sus raíces.

## Impacto del club en el fútbol alemán
El Türkiyemspor está reconocido como uno de los más prestigiosos clubes creados dentro de una comunidad de inmigrantes en Alemania. Han contribuido a la creación de una imagen positiva de su comunidad y sirven como ejemplo a los turcos del país con la creación de nuevos clubes de origen turco siguiendo sus pasos. El nombre Türkiyemspor es utilizado por clubes en Mönchengladbach, Wuppertal, Breuberg, Ámsterdam, Australia y Estados Unidos. El club y sus aficionados son víctimas de la hostilidad y los ataques de los grupos de extrema derecha.
El club está activamente involucrado en programas comunitarios antirracistas, de entendimiento intercultural, campañas contra la violencia en la familia y campañas de respeto a los homosexuales.
Junto con la DFB (Asociación de Fútbol Alemana), el Türkiyesmor ha allanado el camino para que equipos con raíces en comunidades de inmigrantes participen en la primera y segunda división alemana. Las normas de la liga limitan el número de jugadores extranjeros permitidos en una plantilla. Los equipos Türkiyemspor normalmente incluían muchos jugadores sin la nacionalidad alemana provenientes de familias de trabajadores inmigrantes en la comunidad turca. Las normas fueron cambiadas para integrar a aquellos que pudieran demostrar que habían jugado al fútbol juvenil en Alemania.